# Ivar Böhling
Ivar Theodor Böhling (ur. 10 września 1899, zm. 12 stycznia 1929) – zapaśnik reprezentujący Finlandię. Srebrny medalista olimpijski ze Sztokholmu 1912, w wadze półciężkiej (średniej drugiej).
Zajął siódme miejsce na mistrzostwach świata w 1911. Mistrz Europy w 1914. Mistrz kraju w 1911, 1913, 1915 i 1916 roku.

## Letnie Igrzyska Olimpijskie 1912
| Konkurencja             | Rundy eliminacyjne     | Rundy eliminacyjne | Rundy eliminacyjne  | Rundy eliminacyjne  | Rundy eliminacyjne         | Rundy eliminacyjne  | Runda finałowa     | Runda finałowa         | Klas. końcowa |
| Konkurencja             | Przeciwnik I           | Przeciwnik II      | Przeciwnik III      | Przeciwnik IV       | Przeciwnik V               | Przeciwnik VI       | Przeciwnik I       | Przeciwnik II          | Miejsce       |
| ----------------------- | ---------------------- | ------------------ | ------------------- | ------------------- | -------------------------- | ------------------- | ------------------ | ---------------------- | ------------- |
| 82,5 kg styl klasyczny. | Édouard Martin (FRA) Z | Karl Groß (GER) Z  | Peter Öhler (GER) Z | Oreste Arpè (ITA) Z | Harald Christensen (DEN) Z | Fritz Lange (GER) Z | Béla Varga (HUN) Z | Anders Ahlgren (SWE) R | 2.            |